# 이창근 (1911년)
이창근(李昌根, 1911년 2월 14일 ~ 2003년 12월 13일)은 대한민국의 정치인, 기업인으로 민주당 강원도지구당 간부와 제2공화국에서 제10대 강원도지사를 역임했다. 1960년 10월 7일 ~ 12월 3일 제10대 강원도지사이자 제10대 강원도체육회 회장이었다. 강원도 출신으로 초명은 승근(昇根), 호는 창해(滄海), 자는 성언(聖言), 본관은 우계(羽溪)이다. 충장공 이복남(李福男)의 11대손이다.
1949년 4월 강원도 체육회 이사,  1957년 9월 5일 민주당 춘천시당 부위원장, 1959년 9월 29일 민주당 강원도당 부위원장, 59년 12월 민주당 사업부 차장 등을 역임했다. 1960년 제5대 국회의원 총선에 민주당 후보자로 춘성군에 출마했으나 낙선, 1960년 10월 7일 강원도지사에 임명됐다. 1960년 12월 강원도지사 선거에 무소속으로 출마했으나 낙선했다. 1963년 제6대 국회의원 총선에 민주당 후보자로 춘천시, 춘성군 지역구에 입후보했으나 낙선했다.  
1972년 대통령 선거인단을 선출하는 통일주체국민회의 대의원 선거에 강원도 춘천에서 출마하여 당선, 1972년 12월 23일부터 1981년까지 통일주체국민회의 대의원(강원도 지역구)으로 활동했다. 1982년~1984년에는 대한적십자사 강원도지사장 등을 역임했다.

## 생애

### 초기 활동
이창근은 1911년 2월 14일 충장공 이복남(李福男)의 11대손으로 강원도 춘성군 신남면 퇴계리(현, 춘천시 퇴계동)에서 태어났다. 아버지는 한익(漢益)이고, 어머니는 진주강씨(晉州姜氏)로 영조 때 좌승지, 참의를 지낸 강필리(姜必履)의 5대손 사헌부 감찰 강재희(姜在熙) 또는 강임희(姜任熙)의 딸이다.
임진왜란 당시 웅치 전투, 남원성 전투에서 활동한 장군 이복남(李福男)의 11대손으로, 그의 4대손 이태망의 차남 이봉채(李鳳采)의 셋째 아들 상구(商耈)의 6대손이 된다.
처음 이름은 승근(昇根)이었다가 뒤에 창근(昌根)으로 개명하였다. 자(字)는 성언(聖言)이고, 한참 뒤에 아호를 창해(聖言)라 지었다. 퇴계리는 그가 태어날 당시에는 춘성군 신남면이었으나 후일 춘천면에 편입되어 춘천읍, 춘천부, 춘천시로 이어졌다. 이후 춘천시 퇴계동 381, 춘천시 퇴계동 381-11 등에 거주하였다.
춘천보통학교, 춘천중학교, 1929년 춘천공립고등보통학교(春川公立高等普通學校, 춘천고등학교의 전신)를 졸업했다. 춘천고보 재학 중 단거리 육상선수, 야구선수 등으로 활동했다.
강원도공무원양성소를 수료한 후 강원도 농회 서기, 강원도 농작시험장, 강원도청 토목과 직원 등을 역임했다. 1939년 강원도 농사시험장 지방서기(地方書記), 그 해 원산부청 토목과 기수보, 1941년 강원도 홍천군청 군속으로 근무했다. 곧 홍천군청 사회과 주임으로 임명됐다. 1941년 9월 1일 홍천군청 군속을 의원면직하였다. 1941년 11월 2일 오전 8시부터 오후 3시 조선신문사 주최 경춘선역 역전경주대회에 감독 보조로 참여했다. 조선신문 주최 경춘선역 역전백미경주대회는 망우리역에서 각 구간별로 진행되었다. 강원도섬유작물협회에 입사, 직원이 되었다.
그 뒤 동양인쇄(주) 전무이사, 반도제지회사 감사역, 청년단체 고문 등으로 활동했고, 춘천사법보회위원회 위원, 정부 관보(官報) 강원도취급소장, 대한유도회 강원도지부 이사, 춘천고등학교 재건기성회 이사, 춘천고등학교동창회 부회장 등을 지냈다. 1945년 광복 이후 동선인쇄소에 입사했다.
그밖에 강원도섬유협회 이사(江原道纖維協會理事), 동선인쇄주식회사 전무취체역(東鮮印刷株式會社專務取締役), 강원약업주식회사 취체역사장(江原藥業株式會社取締役社長), 강원도체육회장(江原道體育會長), 정부간행물주식회사 취체역(政府刊行物株式會社取締役), 대한청년단 강원도단부 고문(大韓靑年團江原道團部顧問), 강원도선거관리위원회 위원 등을 역임했다.

### 정당, 사회단체 활동

#### 제1공화국 시절
1949년 4월 강원도 체육회 이사(江原道體育會 理事)가 되었다. 1950년 5월 21일부터 5월 25일 강원도 체육회 직원들과 함께 마라톤 선수 함기용(咸基鎔) 환영회를 준비하고, 춘천 공회당에서 보스톤마라톤 대회 실황 영화를 상영하였다. 10월 15일 서울 부민관 대강당에서 열린 대한체육회 창립 30주년 기념 체육대회에서 공로자 표창장을 받았다. 1950년 5월 6일 제2대 국회의원 총선에 서울 중구 갑에 무소속 국회의원 후보자로 출마했으나, 5월 10일의 선거에서 낙선했다.
1955년 민주당(民主黨)이 창당되자 입당, 1957년 9월 5일 민주당 춘천시당 부위원장, 1958년 8월 민주당(民主黨) 춘천시당 부위원장(春川市黨副委員長)이 되었다. 1958년 9월 춘천시교육위원회 부의장(春川市敎育委員會副議長), 58년 10월 민주당 중앙위원회 원을 거쳐 59년 11월 민주당춘성군당위원장에 임명되었고, 바로 민주당강원도당 부위원장에 선출되어 춘성군당위원장을 겸하였다.
1957년 2월 11일 오전 10시 ~ 오후 5시 서울체신청 회의실에서 열린 대한아구협회 정기 11차 대의원회의에서 임원을 선출할 때, 야구협회 감사로 선출되었다.
1958년 총선 당시 춘천 민주당 국회의원 후보자인 계광순 후보 선거사무장이었다. 계광순이 제4대 국회의원에 당선되자, 그는 계광순 국회의원의 비서관이 되었다. 계광순 국회의원의 비서를 사직한 시점은 알려진 것이 없다. 1960년 6월에는 계광순 의원의 비서였으나, 1960년 10월 8일 당시에는 이미 계광순 의원의 비서직에서 면직된 상태였다.
1959년 9월 29일 민주당 강원도당 부위원장의 한 사람으로 선출되었다. 대의원 138명 중 66표를 받았다. 그밖에 당직으로는 민주당 강원도당부 선거대책위원회의장(江原道黨部 選擧對策委員會議長), 1959년 12월 28일 민주당 중앙당부 산업부차장(中央黨部 産業部次長) 등을 역임했다. 59년 12월 민주당 사업부 차장이 되었다.
1960년 4월 6일 서울 무교동, 인사동에서 민주당 소속 국회의원, 민주당 중앙당부 위원 등이 모여 부정선거 규탄 시위를 벌였다. 이때 서울시청 앞에서 있을 부정선거 규탄 집회에 참석하고자 민주당 강원도당 부위원장 이창근 외 20명 역시 전날 인사동 민주당 중앙당사에 와서 밤을 세웠다.

#### 제2공화국 시절, 강원도지사 재직
1960년 6월 제5대 민의원 선거에 민주당 공천으로 강원도 춘성군에 출마했으나, 그해 7월 선거에서 낙선하였다. 1960년 9월 27일 혁신총연맹 심사위원장에 임명되었으나, 곧 강원도지사에 임명되면서 탈퇴했다. 제2공화국(第二共和國) 출범 이후 1960년 10월 7일 제10대 강원도지사에 임명되었다. 그러나 1960년 12월 민선으로 선거가 바뀌면서 12월 3일 강원도지사직을 사퇴했다.
1960년 10월 7일부터 1960년 12월 3일까지 제10대 강원도체육회 회장을 겸직했다. 1961년 7월 29일 대한궁도협회 이사에 선임되었다.
1960년 12월 지자체장 선거에 민주당에서 박영록 후보를 공천하자, 12월 9일 국회의원 계광순 외 민주당 춘성군당 부위원장 심상대 등은 박영록 대신 이창근을 후보로 공천할 것을 요청했다. 그러나 민주당 중앙당은 박영록을 후보자로 공천했다.
1960년 12월 10일 무소속으로 강원도지사 후보로 출마했으나, 12월 29일의 선거에서 낙선했다.

#### 제3, 4공화국 시절
1963년 3월 23일 춘천에서 홍종남, 김병로 등과 함께 군정연장 반대운동을 추진, 군정연장반대 지도위원에 선임됐다. 6월 3일 신정당 강원도당부 조직위원의 한 사람으로 선임되었다. 10월 11일 공명선거투쟁위원회 위원장이었다.
1963년 10월 21일 제6대 국회의원 선거에 춘천시·춘성군 선거구 민주당 후보자로 공천 확정, 출마했으나, 11월 26일 선거에서 3위로 낙선했다. 이후 춘천시육상연맹회장, 대한체육회 이사, 대한야구협회 이사 등을 역임했다. 
1964년 3월 21일 재야 4개 정당 대표 20여명이 춘천에서 대일 굴욕외교 반대투쟁 강원도위원회 확대회의를 개최, 부위원장의 한 사람으로 선출됐다. 11월 23일 춘천시내 대성루식당에서 민주당 제1지구(춘천, 춘성 지역구)와 국민의당 제1지구(춘천 춘성) 합당 개편대회에 참석,위원장으로 선출되었다. 1965년 3월 18일 춘천시내 미장그릴에서 열린 민정당, 민주당 등 야당통합촉진 대회에 민주당측 대표자의 한 사람으로 참석했다.
1967년 2월 26일 춘천,춘성 지역 신민당 지구당위원장 및 국회의원 예비후보의 한 사람으로 등록했으나, 탈락했다.
1967년 6월 제7대 국회의원 선거 당시 자유당 후보 홍창섭 후보자 선거사무소장이었다.
1972년 신민당 강원도지부 대의원이었다.
1972년 대통령 선거인단을 선출하는 제1대 통일주체국민회의 대의원 선거에 강원도 춘천시 2선거구에서 출마하여 당선, 1972년 12월 23일부터 1981년까지 통일주체국민회의 대의원(강원도 지역구)을 지냈다. 1978년 제2대 통일주체국민회의 대의원 선거에 강원도 춘천시 2선거구에서 출마하여 당선, 재선하였다.

### 생애 후반
1980년 직장 새마을운동 강원도협의회장, 민간 새마을운동 강원도협의회장, 1981년 강원도새마을회 청소년후원회장 등을 역임했다. 강원도 지방행정동우회의 회원이었다. 1981년 대통령 선거인단 선거에 춘천시 제3선거구 후보자로 입후보했다. 2월 12일 대통령선거인단 춘천시 제3선거구(효자2동 후평동 석사동 퇴계동 효자3동 지역구)에 당선되었다.
1982년 11월 10일부터 1984년 11월까지는 제18대 대한적십자사 강원도지사장을 지냈다. 그밖에 강원도 정책자문위원회 지방분과위원장을 역임했다.
2001년 11월 5일 춘천번영회 고문에 선임되었다. 2002년 4월 24일 강원도 지방행정동우회 고문 2002년 5월 23일 한나라당 6·13 지방선거 강원도 선대위 자문위원이 되었다. 2003년에 노환으로 사망했다.
영결식이 15일 오전 10시 춘천시 퇴계동 천주교회에서 유가족을 비롯한 각급 기관단체장 공무원 등이 참석한 가운데 엄수됐다. 이날 영결식은 李전지사의 약력보고와 조사, 추모미사 등의 순으로 진행됐다. 이어 오전11시 강원도청 광장에서 김진선지사를 비롯한 도청 공무원 등이 참석한 가운데 노제가 열려 고인을 추모했다. 묘소는 강원도 춘천시 동면 장학리에 있다.

## 수상
- 1949년 대한체육회 창립 30주년 기념 공로자 표창장

## 가족 관계
- 아버지 : 이한익(李漢益, 1890년 11월 4일 ~ 1944년 3월 16일)
- 어머니 : 진주강씨(晉州姜氏, 1888년 2월 10일 ~ ?), 감찰 강재희(姜在熙 또는 강임희(任熙))의 딸. 좌승지 강이복(姜必履) 후(后)
- 부인: 이순구 경주이씨(1912년 3월 5일 ~ 1994년 7월2일)
- 아들:이병국 이병하
- 딸:이병숙 이희자 이병애 이병원 이병선
- 손자:이진기 이인기 이원기
- 손녀:이숙기 이현기 이지안

## 역대 선거 결과
|  | 12.27% |

|  | 14.10% |

|  | 18.57% |

|  | 12.6% |

|  | 14.8% |

## 같이 보기
- 제2공화국
- 통일주체국민회의
- 민주당
- 장면
- 곽상훈
- 박정희
- 이복남

## 참고 자료
- "市長 道知事 選擧 立候補者", 조선일보 1960년 12월 18일자 5면, 정치면
- 원각희 편저, 《춘천행우》 (춘천시지방행정동우회, 1992)
- 각 도지사 임명 대한뉴스 제 284호(1960.10.08), 해당 영상 6~9초, 19~21초 부분
- 창해 이창근 전도지사 별세 강원도민일보
- "강원의 큰 별 졌다" 각계 애도
- 고 이창근 前도지사 명복을 빕니다

| 전임 유기준 | 제10대 강원도지사 1960년 10월 7일 ~ 1960년 12월 28일 | 후임 박영록 |